# 巫女爺人形操り
巫女爺人形操り（みこじいにんぎょうあやつり）は、新潟県小千谷市、同県長岡市小国地域および越路地域に伝わる民俗芸能。新潟県指定無形民俗文化財に指定されている。
小千谷市、長岡市小国地域、越路地域の11地区に伝わる。各地区で若干違いがある。「ジサ」と呼ばれる翁と、「アネサ」と呼ばれる巫女姿の女性の人形が乗せた屋台で披露する。屋台の下で人形を操ったり、演奏をしたりする。また、舞台で披露する地区もある。
名称は、「巫女爺（メッコンジサ）」や「巫女爺踊り（ミコジオドリ）」とも言われる。

## 会場･開催日
- 長岡市太郎丸 新浮海神社
  - 開催日 4月（巫女爺踊り）
- 小千谷市平成町･本町

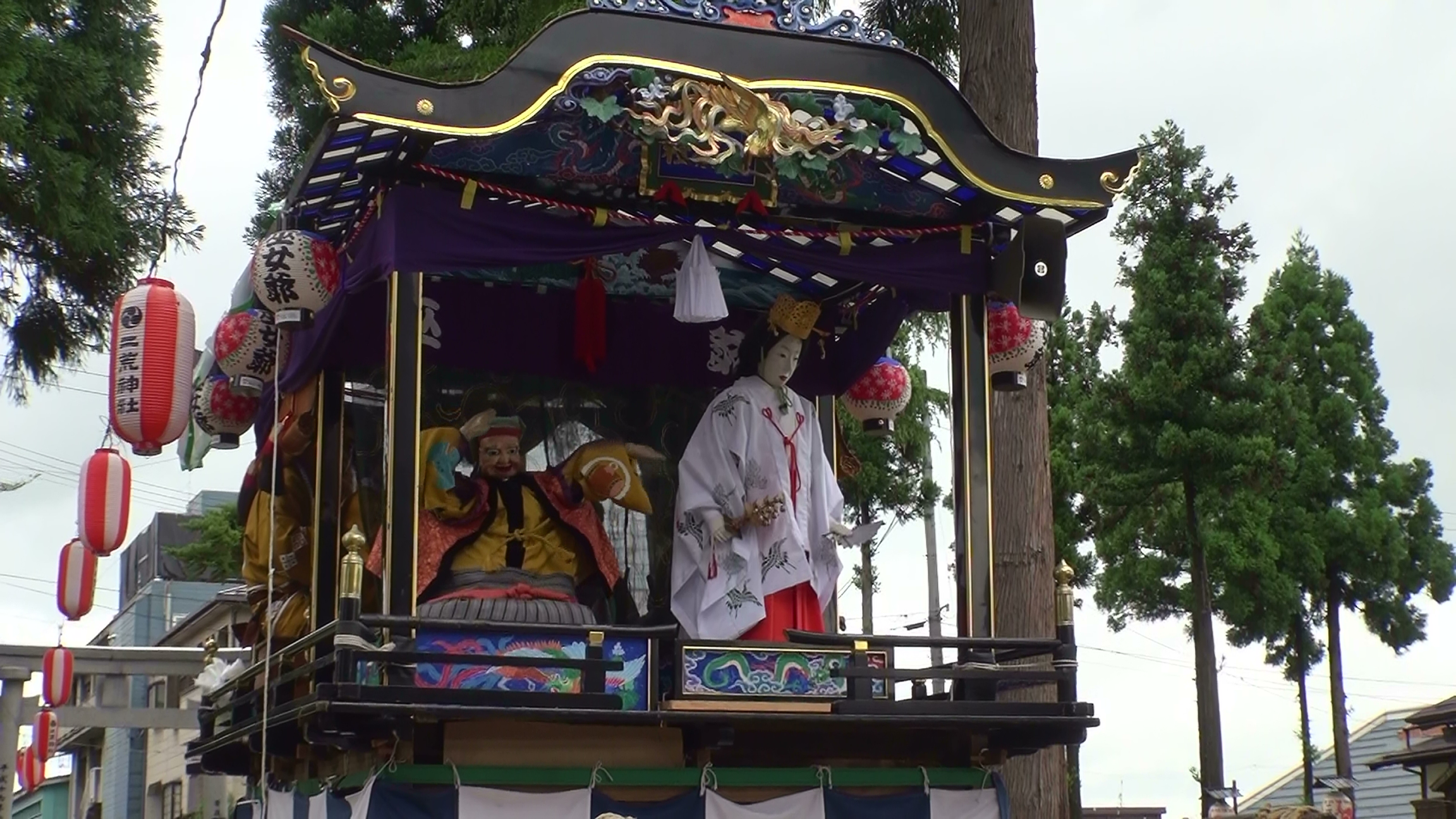
二荒神社祭礼での巫女爺奉納（小千谷市）

  - 開催日 7月13日 - 15日（二荒神社祭礼）